# Northorpe (West Lindsey)
Northorpe – wieś i civil parish w Anglii, w Lincolnshire, w dystrykcie West Lindsey. W 2011 civil parish liczyła 126 mieszkańców.